# Stanisław Lipiński (nauczyciel)
Stanisław Lipiński (ur. 6 stycznia 1946, zm. 29 grudnia 2011) – pedagog, nauczyciel fizyki. Wychowawca wielu pokoleń fizyków, opiekun zwycięzców krajowych Olimpiad Fizycznych jak również i Międzynarodowych Olimpiad Fizycznych.

## Działalność dydaktyczno-oświatowa
Stanisław Lipiński jako pedagog bardzo aktywnie zajmował się wszechstronnym kształceniem młodych ludzi, nie tylko w zakresie fizyki. Od 1971 nauczyciel fizyki i wychowawca w XLV LO im. Romualda Traugutta w Warszawie. W ostatnich latach życia, jako nauczyciel XIV Liceum Ogólnokształcącego im. Stanisława Staszica.

### Fizyka Wokół Nas - festiwal im. Stanisława Lipińskiego
"Fizyka Wokół Nas" to festiwal, którego inicjatorem i pomysłodawcą był Stanisław Lipiński. Ideą przedsięwzięcia jest ukazanie fizyki w ciekawy i zaskakujący sposób uczniom ze szkół specjalnych. Festiwal został po raz pierwszy zorganizowany w Liceum Staszica w 2004 roku. Od tamtej pory uczniowie i absolwenci szkoły przygotowują co roku pokazy fizyczne dla uczniów z niepełnosprawnością intelektualną, w ostatnich latach także dla młodzieży- niewidomej i z ośrodków wychowawczych. Profesor pragnął obudzić w swoich uczniach wrażliwość na potrzeby drugiego człowieka. Był wielkim przeciwnikiem egoizmu, dostrzegania jedynie samego siebie, dążenia do rozwijania tylko własnych talentów. Przesłanie, jakie pozostawił, było takie, by aktywnie włączyć uczniów niepełnosprawnych w festiwal. Chciał docenić ich możliwości, aby i oni pod okiem instruktorów przygotowali pokazy fizyczne i prezentowali je innym na festiwalu. 7 czerwca 2014 roku festiwal „Fizyka Wokół Nas” oficjalnie otrzymał imię Stanisława Lipińskiego.

### Olimpiada Fizyczna
Stanisław Lipiński był wychowawcą pokoleń laureatów i finalistów Olimpiad Fizycznych. Jest jednym z rekordzistów w ilości laureatów, do 2001 roku włącznie wychował ich 10.

### Turniej Młodych Fizyków
Stanisław Lipiński opiekował się drużyną Turnieju Młodych Fizyków z XIV Liceum Ogólnokształcącego im. S. Staszica. W latach 2001–2011 drużyna pod jego kierunkiem dziewięciokrotnie reprezentowała Polskę na zawodach międzynarodowych (2001-2006, 2009-2011). W roku 2002 i 2004 zwyciężyła, w 2003 roku zdobyła srebro, a w latach 2001, 2005–2009, 2011 brązowy medal.
Pomimo śmierci Stanisława Lipińskiego w trakcie przygotowań do Turnieju w 2012 roku, idea Turnieju przy XIV Liceum Ogólnokształcącym im. S. Staszica przetrwała, środowisko absolwentów - byłych członków drużyny i innych osób związanych z Turniejem i szkołą zadbało o to aby dzieło które zapoczątkował Stanisław Lipiński nie zniknęło.